# Pisy
Pisy is een gemeente in het Franse departement Yonne (regio Bourgogne-Franche-Comté) en telt 65 inwoners (2009). De plaats maakt deel uit van het arrondissement Avallon.

## Geografie
De oppervlakte van Pisy bedraagt 12,9 km², de bevolkingsdichtheid is dus 5 inwoners per km².
De onderstaande kaart toont de ligging van Pisy met de belangrijkste infrastructuur en aangrenzende gemeenten.

## Demografie
Onderstaande figuur toont het verloop van het inwonertal (bron: INSEE-tellingen).